# Пуј Инфериоре (Кунео)
Пуј Инфериоре је насеље у Италији у округу Кунео, региону Пијемонт.
Према процени из 2011. у насељу је живело 6 становника. Насеље се налази на надморској висини од 1005 м.